# Gräddö båtvarv
Gräddö båtvarv, Axel Eriksson & Co, var ett båtvarv på Gräddö på Rådmansö i Norrtälje kommun, som var verksamt som tillverkare av träbåtar mellan 1924 och 1965. Det grundades av bröderna Axel och Erik Eriksson samt Mattias Harald Johansson. Axel Eriksson hade lärt sig yrket vid bland annat Rosättra Båtvarv.
Varvet byggde på beställning en större motorbåt om året. Sammanlagt byggdes 54 båtar, varav 11-12 motorbåtar samt rodd- och segelbåtar. Den sista båten som byggdes var motorseglaren Garm 1965. 

## Byggda båtar i urval
- 1930 - M/Y Inka, efter ritningar av Ruben Östlund
- 1933 - Polisbåt No. 1 efter ritningar av C.G. Pettersson
- 1937 - M/Y Sunbeam, efter ritningar av Jac Iversen[2]
- 1938 - M/Y Salt, ritad av Knud H. Reimers[3]
- 1938 - M/Y Havsörn II, ritad av Knud H. Reimers[3]
- 1939 - M/Y Ingrid, ritad av Knud H. Reimers
- 1939 - S/Y Safari, för Herbert von Schinkel, ritad av Knud H. Reimers[4]
- 1942 - S/Y Alba, för Folke Hjortzberg, ritad av Knud H. Reimers[5]
- 1954 - M/Y Sonja, efter ritningar av Jac Iversen
- 1965 - Motorseglaren Garm, ritad av Knud H. Reimers[6]